# Conjuration de Catilina (Salluste)

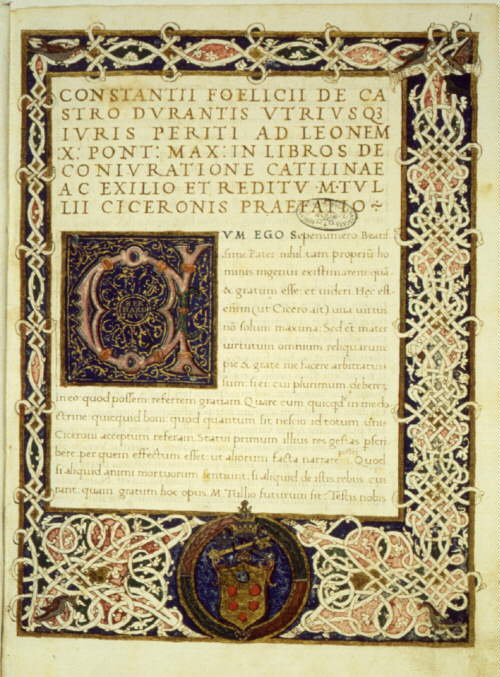
Première page de l'exemplaire destiné au pape
Léon X d'une édition du De Catilinae coniuratione de Salluste datant de la Renaissance conservé à la Bibliothèque du Vatican

La Conjuration de Catilina (en latin, De Catilinae coniuratione) est le récit par Salluste en 43 av. J.-C. de la conjuration de Catilina, un évènement politique éponyme. Ce complot a été réalisé par Catilina pour la prise du pouvoir de la République romaine ; il est dénoncé par Cicéron en 63 av. J.-C..

## Date de rédaction
Salluste publie son ouvrage historique en 43-42 av. J.-C., après s'être retiré de la vie politique à la suite de l'assassinat de Jules César, dont il était un partisan. Salluste avait vingt-trois ans au moment de la conjuration, et fit ensuite carrière dans la mouvance démocratique des populares sans jamais jouer un rôle de premier plan. Vingt ans plus tard, il écrit ce qui est son premier ouvrage d'histoire avec une certaine impartialité, et analyse en préambule les causes historiques de cette crise de la République. Il reconnaît les mérites de Cicéron, qu'il détestait pourtant, et de Caton, et dédouane César de toute participation au complot.

## Éditions
- Salluste, La conjuration de Catilina, traduction d'Alfred Ernout, Les Belles Lettres, Paris, 1962